# Wera Wiktorowna Galuschka

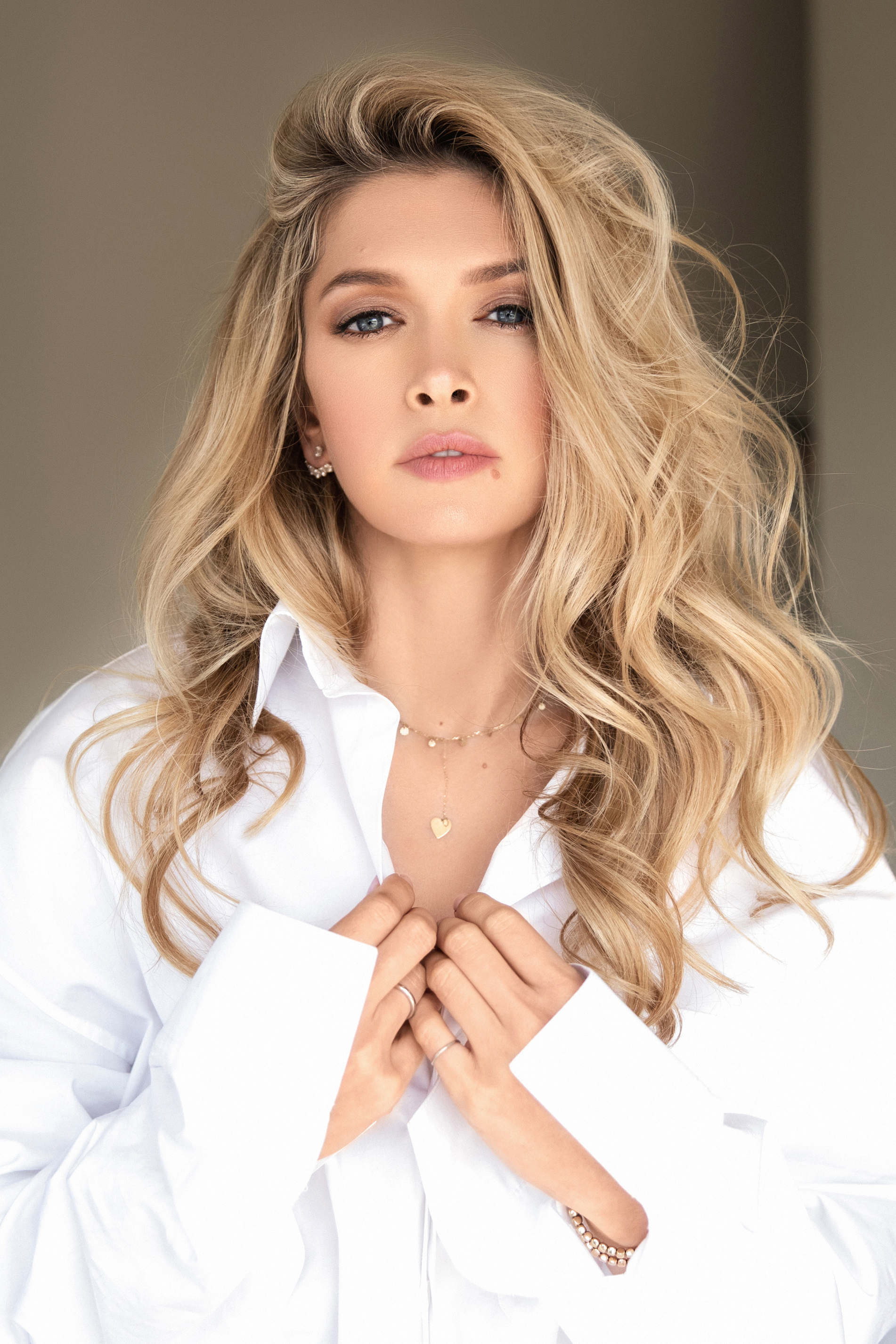
Vera Breschnewa (2017)

Wera Wiktorowna Galuschka (bekannt als Vera Breschnewa, russisch Вера Викторовна Галушка, ukrainisch Віра Вікторівна Галушка, Wira Wiktoriwna Haluschka; * 3. Februar 1982 in Dniprodserschynsk, Ukrainische SSR) ist eine ukrainische Sängerin, Schauspielerin sowie TV-Moderatorin.

## Leben und Karriere
Wera Breschnewa kam als zweite Tochter von Viktor Michailowitsch Galuschka und Tamara Witaljewna Permjakowa, einer Medizinstudentin, zur Welt. Die Eltern arbeiteten in einem Chemiewerk und lebten in der Stadt Borispol, in der Nähe der ukrainischen Hauptstadt Kiew. Die Mutter ist Russin, der Vater ukrainisch-russischer Herkunft. Breschnewa hat drei Geschwister: Galina, Anastasia und Viktoria. Sie erlangte ihren Abschluss in Ökonomie am Institut für Eisenbahnwesen von Dnjepropetrowsk.
Im Jahre 2003, nun offiziell unter ihrem Künstlernamen Wera Breschnewa, wurde sie Mitglied der Girlband Via Gra, als Nachfolgerin der Sängerin Alyona Vinnitskaya. Dort verbrachte sie vier Jahre. Anschließend startete die Sängerin eine Solo-Karriere. Die erste Single (Ja ne igraju, dt. Ich spiele nicht; geschrieben vom georgischen Sänger Konstantin Meladse) erschien im Mai 2008. Die zweite Single (Nirvana), die im Oktober desselben Jahres erschien, erlangte jedoch weniger Beachtung.
2009 nahm Breschnewa als Schauspielerin an der russischsprachigen romantischen Komödie Ljubow w bolschom gorode (dt. Liebe in der Großstadt) teil, und sang einen gleichnamigen Song zum Soundtrack des Films. Auch in dem zweiten Teil der Komödie verkörperte sie die Figur der Katya. Infolgedessen auch im dritten Teil, der im Jahre 2013 in die Kinos kam.
2010 sang Breschnewa das Lied Ljubow spasjot (dt. Die Liebe heilt), das sowohl in der Ukraine als auch in Russland die Spitze der Charts erreichte. Anschließend erlebte die Sängerin ihren nächsten Erfolg mit dem Song Lepestkami sljos (dt. Blütenblätter von Tränen) im Duett mit dem moldauischen Sänger Dan Balan. Im November 2010 brachte sie das Debüt-Soloalbum Ljubow spasjot heraus. Am 4. Dezember 2010 erhielt sie ein Goldenes Grammophon, eine Auszeichnung von Russkoje Radio. In den folgenden Jahren erhielt sie diese Auszeichnung weitere Male.
Im Jahre 2014 war die Künstlerin Sonderbotschafterin der Vereinten Nationen. Sie setzte sich für HIV-infizierte Frauen in Osteuropa und Zentralasien ein. Breschnewa gründete die Stiftung Lutsch Very (russ. Луч Веры) für die Behandlung von Kindern mit einer Krebs- oder Bluterkrankung.
Von 2006 bis 2012 war die Künstlerin mit Michail Kiperman verheiratet; dem russischen Leiter des Aufsichtsrates von Ukrtatnafta.

## Diskografie

### Alben
- 2010: Любовь Спасет Мир
- 2015: Ververa

### EPs
- 2020: V.

### Singles (Auswahl)
| Jahr | Single                                                       | deutsche Übersetzung           | Chartplatzierungen | Chartplatzierungen |
| Jahr | Single                                                       | deutsche Übersetzung           | UA                 | RU                 |
| ---- | ------------------------------------------------------------ | ------------------------------ | ------------------ | ------------------ |
| 2008 | Я не играю (Ja ne igraiu)                                    | „Ich spiele nicht“             | –                  | 6                  |
| 2008 | Нирвана (Nirwana)                                            | „Nirwana“                      | –                  | 80                 |
| 2009 | Любовь в большом городе (Ljubow w bolschom gorode)           | „Liebe in der großen Stadt“    | –                  | 19                 |
| 2010 | Любовь спасёт мир (Ljubow spasjot mir)                       | „Liebe wird die Welt retten“   | 1                  | 1                  |
| 2010 | Пронто (Pronto); mit Potap                                   | „Schnell“                      | –                  | 31                 |
| 2010 | Лепестками слез (Lepestkami sles); mit Dan Balan             | „Blütenblätter der Tränen“     | 1                  | 1                  |
| 2011 | Реальная жизнь (Realnaja schisn)                             | „Das wahre Leben“              | 1                  | 1                  |
| 2012 | Sexy Bambina                                                 |                                | 1                  | –                  |
| 2012 | Бессонница (Bessonniza)                                      | „Schlaflosigkeit“              | 6                  | 20                 |
| 2012 | Ищу тебя (Ischtschu tebja)                                   | „Ich suche dich“               | 7                  | –                  |
| 2012 | Любовь на расстоянии (Ljubow na rasstojanii); feat. DJ Smash | „Liebe auf Abstand“            | 48                 | 14                 |
| 2013 | Хороший день (Choroschi den)                                 | „Schöner Tag“                  | 2                  | 11                 |
| 2013 | Дом (Dom)                                                    | „Heim“                         | –                  | –                  |
| 2014 | Доброе утро (Dobroje utro)                                   | „Guten Morgen“                 | 1                  | 12                 |
| 2014 | Девочка моя (Dewotschka moja)                                | „Mein Mädchen“                 | –                  | –                  |
| 2014 | Luna (feat. Aleksandr Revva)                                 |                                | 142                | –                  |
| 2015 | Мамочка                                                      | „Mama“                         | 15                 | –                  |
| 2015 | Этажи (feat. T-killah)                                       | „Etagen“                       | –                  | –                  |
| 2016 | Номер 1                                                      | „Nummer 1“                     | 16                 | –                  |
| 2016 | Feel                                                         | „Gefühle“                      | –                  | –                  |
| 2017 | Близкие люди                                                 | „Menschen die einem nahe sind“ | –                  | –                  |
| 2017 | Наше лето mit Dan Balan                                      |                                | –                  | –                  |
| 2018 | Ты мой человек                                               |                                | –                  | –                  |
| 2018 | Любите друг друга                                            |                                | –                  | –                  |
| 2020 | ВЕЧЕРиНОЧКА (mit Monatik)                                    |                                | –                  | –                  |
| 2021 | Розовый дым                                                  |                                | –                  | –                  |

## Auszeichnungen
- 2010: Золотой граммофон (Goldenes Grammophon) für Любовь спасет мир[2]
- 2011: Золотой граммофон (Goldenes Grammophon) für Лепестками слёз (mit Dan Bălan)[5]
- 2012: Золотой граммофон (Goldenes Grammophon) für Реальная жизнь[6]
- 2013: Золотой граммофон (Goldenes Grammophon) für Хороший день[7]
- 2014: Золотой граммофон (Goldenes Grammophon)  für Доброе утро[8]